# Cayo Fulcinio
Cayo o Gayo Fulcinio  (m. 438 a. C.) fue un político romano del siglo V a. C. perteneciente a la gens Fulcinia. Fue uno de los cuatro embajadores enviados por el Senado en el año 438 a. C. ante los fidenates para averiguar la razón de su paso a la lealtad de Lars Tolumnio, el rey de Veyes, y que fueron asesinados por aquellos por orden de este. Los romanos erigieron en su honor unas estatuas cerca de los Rostra que todavía existían en tiempos de Cicerón.